# Некробутчер
Некробутчер (англ. Necrobutcher, настоящее имя — Йорн Стубберуд,  Jørn Stubberud) — норвежский музыкант, наиболее известный как бас-гитарист блэк-метал-группы Mayhem. Является одним из основателей группы, наряду с Евронимусом и Манхеймом. Старейший из ныне живущих участников Mayhem, игравший ещё в самом первом её составе. В разное время играл в таких группах, как L.E.G.O., Kvikksølvguttene, Bloodthorn, Checker Patrol.

## Mayhem
Некробутчер участвует в группе с 1984 года. В 1991 году из-за самоубийства вокалиста Дэда и личных разногласий с Евронимусом покидает группу. Был заменен сначала Occultos’ом (пробыл в Mayhem меньше года), а затем Варгом Викернесом, который в 1993 убивает Евронимуса, из-за чего группа на некоторое время прекращает свое существование.
В 1995 году Некробутчер воссоздает группу с Хеллхаммером, Мэниаком и новым гитаристом Бласфемером. В 2016 года опубликовал книгу «The Death Archives: Mayhem 1984-94». По сей день играет в Mayhem.

## Альбомы
- Daemon (2019)
- Esoteric Warfare (2014)
- Ordo ad Chao (2007)
- Chimera (2004)
- Grand Declaration of War (2000)
- Deathcrush (1987)